# Taşkın İlter
Taşkın İlter (laut einigen Quellen İlter Taşkın, * 5. Juli 1994 in Berlin) ist ein in Deutschland geborener aserbaidschanischer Fußballspieler. Er besitzt auch die türkische Staatsangehörigkeit.

## Karriere

### Verein
İlter war zunächst im Jugendbereich für verschiedene Vereine in seiner Heimatstadt Berlin aktiv, bevor er zur Winterpause der Saison 2012/13 in die A-Jugend von Eintracht Braunschweig wechselte. Zur Saison 2013/14 rückte er in die in der Regionalliga Nord spielende zweite Mannschaft des Vereins auf. Zur Saison 2015/16 wechselte İlter zum Regionalligisten TSG Neustrelitz. Nach 23 Einsätzen und einem Tor in der Regionalliga Nordost wechselte er in die Türkei zum Zweitligisten Denizlispor.
Zur Saison 2018/19 wechselte İlter zum Drittligisten Afjet Afyonspor und ein Jahr später weiter zu Sakaryaspor. Seit Januar 2020 steht er bei Eyüpspor unter Vertrag.

### Nationalmannschaft
Bereits als Jugendspieler von Türkiyemspor Berlin war İlter vom aserbaidschanischen Verband bei einem Freundschaftsspiel zwischen seinem Verein und einer aserbaidschanischen Auswahl für deren U-19 Nationalmannschaft entdeckt worden. Noch ohne einen Einsatz im Profifußball wurde er im November 2013 in die von Berti Vogts betreute A-Nationalmannschaft Aserbaidschans berufen und kam dort am 19. November 2013 zu seinem Debüt in einem Freundschaftsspiel gegen Kirgisistan. Im Oktober 2014 wurde İlter nach fast einjähriger Pause für die EM-Qualifikationsspiele Aserbaidschans gegen Italien und Kroatien erneut in die A-Nationalmannschaft berufen, jedoch nicht eingesetzt.